# Krynki Borowe
Krynki Borowe – wieś w Polsce położona w województwie podlaskim, w powiecie siemiatyckim, w gminie Grodzisk.
Zaścianek szlachecki Borowe należący do okolicy zaściankowej Krynki położony był w drugiej połowie XVII wieku w ziemi drohickiej województwa podlaskiego.
Według Powszechnego Spisu Ludności z 1921 roku wieś zamieszkiwało 73 osoby, wśród których 68 było wyznania rzymskokatolickiego, a 5 mojżeszowego. Jednocześnie 68 mieszkańców zadeklarowało polską przynależność narodową, a 5 żydowską. Było tu 14 budynków mieszkalnych.
W latach 1975–1998 miejscowość administracyjnie należała do województwa białostockiego.
Wierni kościoła rzymskokatolickiego należą do parafii pw. św. Stanisława Biskupa i Męczennika w Pobikrach.

## Zabytki
- drewniana chałupa nr 7,2 poł. XIX, nr rej.:545 z 24.11.1983[10].